# Aurelio Vitto
Aurelio Vitto (Cassino, 24 settembre 1906 – Cassino, 31 dicembre 1941) è stato un giornalista e politico italiano.
Fascista della prima ora, si iscrive nel 1919 ai Fasci italiani di combattimento e più o meno nello stesso periodo, ancora quindicenne, inizia a dedicarsi all'attività giornalistica. Laureato in giurisprudenza a Napoli a partire dal 1928 inizia una prolifica collaborazione sui quotidiani Battaglie fasciste, Il Popolo di Roma, Lavoro Fascista e sui periodici La lucerna, Vita Nova, Critica fascista e Rassegna del Lazio. Redattore capo di Stampa fascista a Frosinone fonda e dirige il quindicinale Il manipolo. Nel 1932, dopo aver ricoperto gli incarichi di "Ispettore provinciale dell'artigianato ciociaro" e responsabile della segreteria politica della federazione fascista di Frosinone, chiede ed ottiene di poter svolgere il servizio di leva, dal quale era stato escluso per le precarie condizioni di salute che ne hanno caratterizzato l'esistenza. Già membro del direttorio della federazione, presidente dell'Istituto fascista di cultura e segretario del Fascio di Cassino, nel 1934 viene nominato federale di Frosinone, incarico che è costretto a lasciare nel 1940 per l'aggravarsi delle sue condizioni di salute. Malato di tubercolosi si ritira da ogni attività agli inizi del 1941 e muore alla fine dello stesso anno.